# 電光空手打ち
『電光空手打ち』（でんこうからてうち）は、1956年（昭和31年）1月29日（日曜日）に公開された日本映画。旧映倫作品番号：2030。モノクロ、スタンダード（1.33:1）、59分。製作・配給：東映。
当時「東映ニューフェイス」2期生であった高倉健の映画デビュー作品である。劇場公開時、本作の続編である『流星空手打ち』および、別作品の『大地の侍』と3本立てで公開された。
空手道（琉球唐手）を題材にしたアクション映画である。

## ストーリー
大正時代の沖縄。若き知倒流唐手家の忍勇作（しのぶ ゆうさく）は、ライバルの流派である剛柔流の師範・名越義仙に挑むが、隙のない構えに手が出せず、戦わずして負けを認め、知倒流を離れて義仙の弟子となる。
義仙は東京大正博覧会で琉球唐手の代表者として型を披露することに決まった。それを知った知倒流の門弟の一人・赤田鉄才が独断で、自身の師匠である知倒流師範・中里東恩と、義仙との決闘を設定しようとする。さらに、決闘の立会人になることを断り彼を叱った老陶工・湖城空典を恨み、若い仲間を連れて空典を襲い負傷させる。やがて赤田らは、夜道を歩く勇作と義仙にも襲いかかる。勇作は迎え撃ち、かつての同門生・克明に重傷を負わせるが、義仙は「空手に先手なし。お前は無用に人を傷つけた」と怒り、勇作に破門を言い渡す。一方、東恩も赤田・克明らの独善をいさめ、激しく叱りつける。赤田らはかえって勇作を逆恨みするようになり、復讐の機会をうかがう。
義仙は博覧会のために東京へ渡った。一方、失意の優作は空典宅に身を寄せ、彼の娘・志那子と仲よくなる。空典はある夜ふけ、志那子に伝授した舞踊の振り付けこそが湖城家に伝わる一子相伝の唐手の型であることを優作に明かし、彼に旅費を与え、義仙を追って許しを請うようすすめる。勇作は志那子に別れを告げて港へ急ぐが、そこにふたたび赤田らが立ちはだかる。勇作はかつての義仙の教えを守り、無用な戦いを避けるために一味の全員を一撃で気絶させる。勇作はついに赤田と向き合った。（「第一部 終」の字幕が表示される。）

## 出演者
- 忍勇作：高倉健（新人） - 高倉のデビュー作品であるためクレジットには新人と付けられている。この映画の続編ともいえる「流星空手打ち」（同時上映の一本）も同様。
- 湖城志那子（空典の娘）：浦里はるみ
- 中里恒子（東恩の娘）：藤里まゆみ

- 名越義仙：山形勲[3]
- 比嘉三郎（画家・義仙の高弟）：神田隆
- 中里東恩：佐々木孝丸

- 湖城空典：加藤嘉
- 中里克明（東恩の息子）：北峰有二
- 東恩の門弟：瀧謙太郎
- 赤田鉄才：岩城力

- 沖縄県知事：小塚十紀雄
- 中川学務課長：澤彰謙
- 芸妓：山本緑、筑波景子、小林テル

## スタッフ
- 監督：津田不二夫
- 企画：光川仁朗
- 原作：牧野吉晴（「小説クラブ」所載 東京文芸社刊）
- 脚本：小林大平

- 撮影：福島宏
- 照明：森澤淑明
- 録音：加瀬壽士、廣上庄三
- 美術：中村修一郎

- 音楽：大久保徳二郎
- 編集：長澤嘉樹
- 装置：長北喜二次
- 記録：城田孝子
- 監督補佐：加島昭

- メーキャップ：高木茂、伊奈モト
- スチール：山守勇
- 殺陣：片岡一
- 進行担当：大木福榮
- 琉球芸能指導：川田禮子と守禮会

## ネット配信
YouTube「toei Xstream theater」で、2022年8月26日21:00（JST）から同年9月2日21:00（JST）まで無料配信が行われていた。